# Shkashtun
Shkashtun (Ckac’tûn), banda ili selo Takelma Indijanaca, porodica takilman, na južnoj obali rijeke Rogue u jugozapadnom Oregonu. Nalazilo se između sela Hashkushtun i Leaf Creeka. Spominje ga američki etnolog Dorsey u Jour. Am. Folk-lore, III, 235, 1890.